# سقنقور زبان‌آبی لک‌وپیسی
سقنقور لک و پیس زبان آبی (نام علمی: Tiliqua nitrolutea) نام یک گونه از سرده سقنقورهای زبان آبی است.